# Борисенко Петро Васильович
Петро Васильович Борисенко (15 лютого 1917, с. Маслівка, Канівський повіт, Київська губернія, Російська імперія — 11 грудня 1990, с. Маслівка, Миронівський район, Київська область) — передовик радянського сільського господарства, головний агроном колгоспів імені Сталіна та імені XXII з'їзду КПРС села Маслівка Миронівського району Київської області (1948—1988), Заслужений агроном Української РСР (1970), Герой Соціалістичної Праці (1973).

## Життєпис
Народився 15 лютого 1917 року в селі Маслівка, Канівського повіту, Київської губернії (нині Обухівського району Київської області) у незаможній селянській родині.
Закінчив Маслівську семирічну школу. У 1934—1936 роках Петро Борисенко навчався на агронома в Ерастівському сільськогосподарському технікумі імені С. М. Кірова (колишня Верхньодніпровська агрономічна профшкола). Ще рік Петро Борисенко навчався у Маслівському інституті селекції і насінництва імені К. А. Тімірязєва. У 1937 році цей аграрний освітній заклад було реорганізовано і Петро Борисенко, як і його одногрупники закінчували навчання вже у Харківському сільськогосподарському інституті. 
Направлення на роботу молодий фахівець-аграрник отримав у Таджикистан, на Сталінабадську дослідну рільничу станцію. Тут, у місті Каракчикумі і розташувалася невеличка сортодільниця агронома-насіннєзнавця Петра Борисенка.
Восени 1940 року Петро Борисенко призваний до лав РСЧА. Німецько-радянська війна застала його у Білорусії. Тоді, у 1941 році, попри наш неймовірний героїзм, цілі армії потрапляли в оточення і полон. А коли 1-ша танкова армія Евальда фон Кляйста та 2-га танкова армія генерал-полковника Гайнца Вільгельма Гудеріана з'єдналися поблизу Лубен та Лохвиці. Таким чином припинив своє існування цілий Південно-Західний фронт. У котлі опинилося 5 радянських армій, а це 667000 солдатів і офіцерів Червоної Армії, які потрапили у німецький полон. Серед них був і рядовий Петро Борисенко.
До жовтня 1941 року їх тримали у Лохвиці. Коли почалися затяжні дощі, то пошикували у колони та повели. У сусідньому Хоролі нові господарі не встигали обгороджувати територію для пересильного табору «Дулаг № 160». А як надійшла нова партія військовополонених, то табірне керівництво лише розвело руками: «Нікуди. Не вистачає у нас місця, хоч ці свині і дохнуть по півсотні за добу. Але ж нікуди і все». Тоді із переповненого табору у Хоролі колони військовополонених потяглися у сусідні райони.
Рядовий Борисенко потрапив у Лубни, у транзитний табір «Дулаг № 132» (у серпні 1942 року переформований в «Офлаг № 65»). За неповних два роки тут загинуло 19500 радянських військовополонених. Петро Борисенко потім ніколи і нікому не розповідатиме про полон. Так чинитимуть усі, кому пощастить повернутися з пекла нацистських таборів. Хоч приховати такий факт із своєї біографії тоді теж було не можливо. Звістка про те, що Петро у полоні у Лубнах, дійшла до Борисенків взимку 1942 року. Василь Андрійович завантажив санчата борошном, сховав за пазухою дві обручки і пішки вирушив у далеку путь. Окупаційна поліція у грудні 1942 року замордувала Василя Андрійовича Борисенка. Обставини його загибелі указують на те, що із нього вибивали якесь зізнання. Цілком можливо, що Василь Борисенко якраз і був одним з тих «кількох місцевих людей, кого залучив у свою підпільну організацію Оксентій Хоменко» (Оксентій Хоменко разом з Петром Марценюком були організаторами підпільної організації «Комітет 103», яка діяла на території Корсунського, Канівського та Миронівського районів Київщини).
Петро Борисенко був мобілізований на фронт одразу ж після визволення села у лютому 1944 року. Його зарахували рядовим 920-го стрілецького полку 247-ї Рославльської Червонопрапорної стрілецької дивізії. Разом із своєю дивізією Петро Борисенко визволяв Білорусію та Польщу, форсував Тур'ю, Віслу та Одер. Тримав оборону на Пулавському плацдармі. Був нагороджений орденами Червоної Зірки та Слави III ступеня, а також медалями «За відвагу» та «За визволення Варшави». Мав два важких поранення. Останнім великим боєм 247 стрілецької дивізії та її 920 полку стало оточення та знищення на південно-західних околицях Берліна 200-тисячного угрупування ворога. Операція тривала з 24 квітня по 2 травня 1945 року. У червні 1945 року Петро Борисенко демобілізувався. Із трофеїв віз у животі снарядний осколок, який він носитиме там усе життя.
Після демобілізації Петро Борисенко повернувся у Маслівку. Він спочатку працював у Миронівській МТС. У 1948 році Петра Васильовича призначають головним агрономом колгоспу імені Сталіна у його рідній Маслівці. На цій посаді та в цілому у маслівському господарстві він пропрацює наступних сорок років. У 1948—1949 роках маслівський колгосп вийшов на довоєнний рівень виробництва сільськогосподарської продукції. В цьому була й велика заслуга головного агронома. Петро Васильович так згадував про ті часи: «Тих, хто тоді вирощував понад 100 пудів пшениці з гектара вибирали в президії, нагороджували цінними подарунками, зустрічали оплесками… Коли ми зібрали по 15 пудів зерна із гектара, то до нас відразу ж приїхав фотокореспондент із газети. Пригинаючись і присідаючи, він з великим трудом сфотографував комбайнера серед колосся. А все тому, що воно передовикові і до колін не діставало».
У 1955 році, на загальних зборах колгоспників, головою маслівського колгоспу було обрано Василя Івановича Батуру. Новий керівник для розвитку колективного господарства вибрав абсолютно нетиповий шлях. Він почав піднімати добробут голодного, обкладеного із ніг до голови податками і позбавленого навіть паспорта, колгоспника. Щоб люди хотіли працювати — їх потрібно зацікавити. І не ідеями, а гідною оплатою їхньої праці. Фахівці на виробництві — не менш вагомий чинник. І у цьому відношенні Василь Батура мав надійне, мов скеля, плече головного агронома Петра Борисенка.
У 1958 році, уперше за повоєнний час, маслівський колгосп, тепер вже імені XXII з'їзду КПРС, демонстрував свої трудові досягнення на Всесоюзній сільськогосподарській виставці у Москві. Указом Президії Верховної Ради СРСР за високі здобутки у галузі сільськогосподарського виробництва його керівника В. І. Бутуру було нагороджено орденом Трудового Червоного Прапора. Головного агронома — П. В. Борисенка — орденом «Знак Пошани». Комбайнера С. Д. Коломійця — орденом Леніна. Бригадира тракторної бригади І. М. Гапанюка та тракториста М. Ф. Макаренка — орденами Трудового Червоного Прапора. Зоотехніка Л. І. Підлужну та доярок Г. К. Бутвину і Н. У. Кононенко — медалями «За трудову доблесть».
Держава не раз достойно відзначала заслуги Петра Васильовича Борисенка. У 1966 році його нагороджено найвищою урядовою нагородою — орденом Леніна. У 1970 році — йому присвоїли звання Заслуженого агронома УРСР. Ще за три роки — звання Героя Соціалістичної Праці.
Петро Васильович Борисенко пішов з життя 11 грудня 1990 року. Похований у Маслівці на сільському цвинтарі.

## Родина
Дружина Петра Васильовича, Надія Костянтинівна, працювала у маслівському господарстві агрономом-кукурудзівником. Донька, Світлана Петрівна, вже понад 30 років навчає хліборобській справі майбутніх агрономів у Маслівському аграрному закладі. Зять, Григорій Дмитрович Марченко, який пішов у засвіти 15 лютого 2017 року, також усе життя пропрацював агрономом. Двадцять два з них він віддав Маслівському радгоспу-технікуму. Трудиться на землі і внук Петра Васильовича, Володимир Григорович Марченко.

## Вшанування
На честь Петра Борисенка названо одну з вулиць у селі Маслівка.